# Eldbröstad busktörnskata
Eldbröstad busktörnskata (Malaconotus cruentus) är en fågel i familjen busktörnskator inom ordningen tättingar.

## Utseende och läte
Eldbröstad busktörnskata är en mycket stor busktörnskata med kraftig näbb. Den är orangeröd på strupe och bröst, övergående i gult ner mot undergumpen. Huvudet är grått med två stora vita "glasögon" runt ögat. Ovansidan är gulgrön med mörka fläckar på armpennespetsarna och stjärten. Lätet består av en serie korta och ringande hoanden.

## Utbredning och systematik
Fågeln förekommer från Guinea och Sierra Leone till östra Demokratiska republiken Kongo och allra västligaste Uganda. Den behandlas som monotypisk, det vill säga att den inte delas in i några underarter.

## Status och hot
Arten har ett stort utbredningsområde, men tros minska i antal, dock inte tillräckligt kraftigt för att den ska betraktas som hotad. Internationella naturvårdsunionen IUCN listar arten som livskraftig (LC).